# Miguel Ángel Roca
Miguel Ángel Roca (Córdoba, Argentina, 12 de abril de 1936) es un arquitecto y urbanista argentino. Realiza desde mediados de la década de 1960 una vasta producción, en la cual sus obras se reconocen y destacan por su particular manejo de las formas, los materiales y el color. Trabajó intensivamente en Córdoba, su ciudad natal, de tal forma que sus obras forman parte ineludible de la arquitectura general que caracteriza la ciudad, junto con los edificios de Togo Díaz. Además, desarrolló proyectos en Francia, Sudáfrica, Singapur, Hong Kong, Uruguay, Marruecos, Bolivia, Chile, etc. Ha participado de numerosas conferencias y concursos y publicado una gran cantidad de artículos y estudios.

## Biografía
Hijo del arquitecto Jaime Roca (hermano menor del dirigente universitario Deodoro Roca), quien luego de una etapa neocolonial y art decó se sumó a las filas del racionalismo y el Movimiento Moderno. Se recibió en la Universidad Nacional de Córdoba en 1965. Realizó su Máster en Arquitectura en la Clase Louis Kahn, Universidad de Pensilvania, Filadelfia, entre 1966 y 1967; y trabajó con el mismo Kahn entre 1967 y 1968.
Curso de Postgrado en Planeamiento Urbano y Regional (PIAPUR) 1969.

## Trayectoria profesional
Lleva realizados más de 180 diseños desde 1968. Cuenta con 60 edificios o conjuntos construidos o en construcción, entre los que figuran ciudades nuevas, conjuntos habitacionales, hospitales, centros cívicos y político-administrativos, centros culturales, bancos, oficinas, sedes corporativas, hoteles, galerías comerciales, shopping centers, iglesias, viviendas, plazas, circuitos peatonales, propuestas de diseño urbano, paisajismo (particularmente en el río Primero o río Suquía en la ciudad de Córdoba, Argentina) y parques. Además suma trabajos de planificación en Argentina, Bolivia, en algunos países del África y Hong Kong, entre otros sitios. Realizó obras de restauración de edificios históricos y reciclaje en Córdoba, Argentina y 30 manzanas en el núcleo histórico de La Paz, Bolivia.
Ha sido jurado de concursos de arquitectura nacionales e internacionales; cuenta con libros publicados sobre su obra, artículos en revistas, y libros de su autoría sobre crítica de arquitectura.
Fue Decano de la Facultad de Arquitectura, Urbanismo y Diseño de la Universidad Nacional de Córdoba (1992-94). Reelecto (1994-96). Reelecto (1996-99). Reelecto (1999-2002). 
- Profesor Titular Cátedra Arquitectura I a V, Facultad de Arquitectura, Diseño y Urbanismo de Buenos Aires, desde 1984. Por Concurso (1985/98) (1998-2005).
- Profesor Titular Consulto, Facultad de Arquitectura, Diseño y Urbanismo. Universidad Nacional de Buenos Aires, 2001/08.
- Profesor Titular Emérito Facultad de Arquitectura, Diseño y Urbanismo. Universidad Nacional de Buenos Aires, 2008/16-
- Profesor Titular por Concurso Cátedra Arquitectura V, FAUD, UNC. desde 1974. Por Concurso (1983-95)  (1995-2002).
- Profesor Titular Emérito FAUD, UNC 2004.
- Profesor Invitado por un cuatrimestre: Universidad de París La Villette (1987), Eames Distinguished Professor Ball State University (1988), University of Rice Chair Smith Professor (1986), Universidad de Pensilvania (1983/85), ILAUD (Siena) 1989. Profesor Honoris Causa U.N.S.A. Arequipa, Perú 2008. Profesor Titular Emérito U.B.A. 2009. Profesor Reiner Chair-Kansas State University U.S.A. (2007-2008).
- Miembro Académico Delegado (Academia Nacional de Bellas Artes 2012).
- Secretario de Planeamiento, Universidad Nacional de Córdoba. A cargo 1998-01, 2001-02.
- Asesor Intendente de Córdoba, 1995-99. Asesor Jefe de Gobierno de Bs.As. (1995-99).
- Asesor Proyectos Especiales, Municipalidad de Córdoba, 1995.
- Secretario de Desarrollo Urbano de Córdoba (1991/1993)
- Arquitecto Urbanista de La Paz, Bolivia (1989/1991).
- Director de la Escuela de Postgrado, FADU, UBA, 1986/91.
- Secretario de Obras Públicas de Córdoba (1979/1981).

## Obras

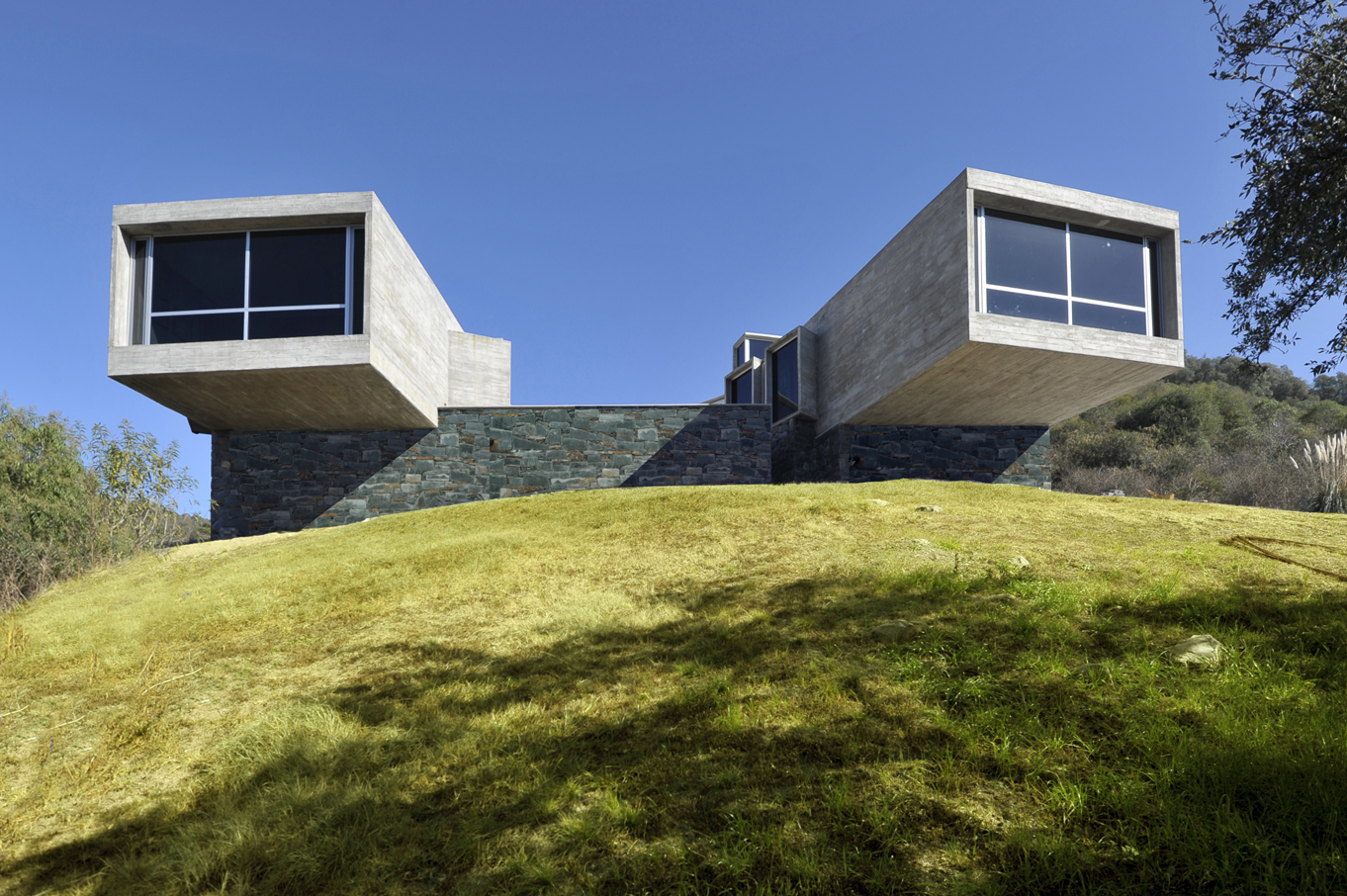
Ubicación: Río Ceballos, Córdoba, Argentina

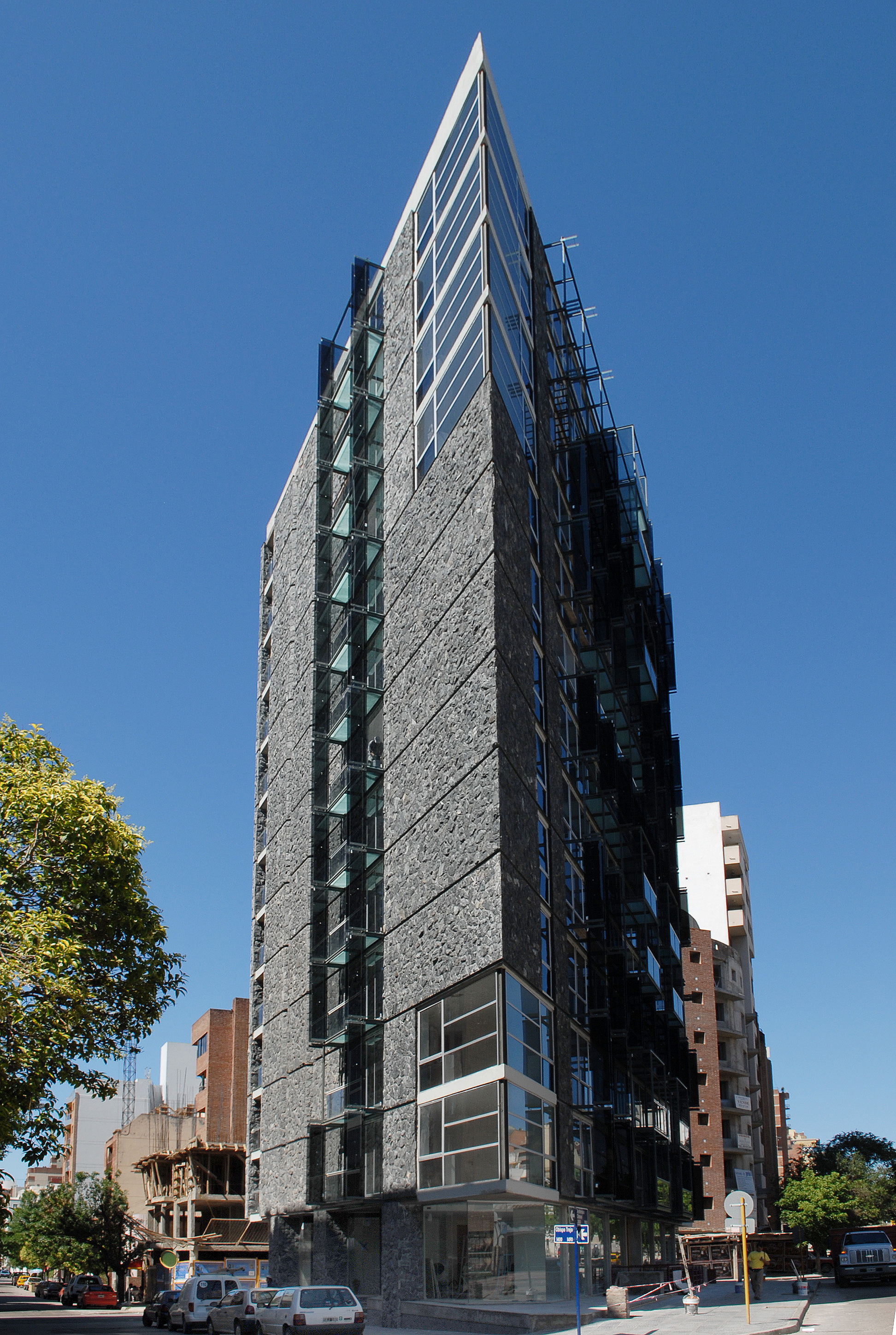
Ubicación: Ciudad de Córdoba, Argentina

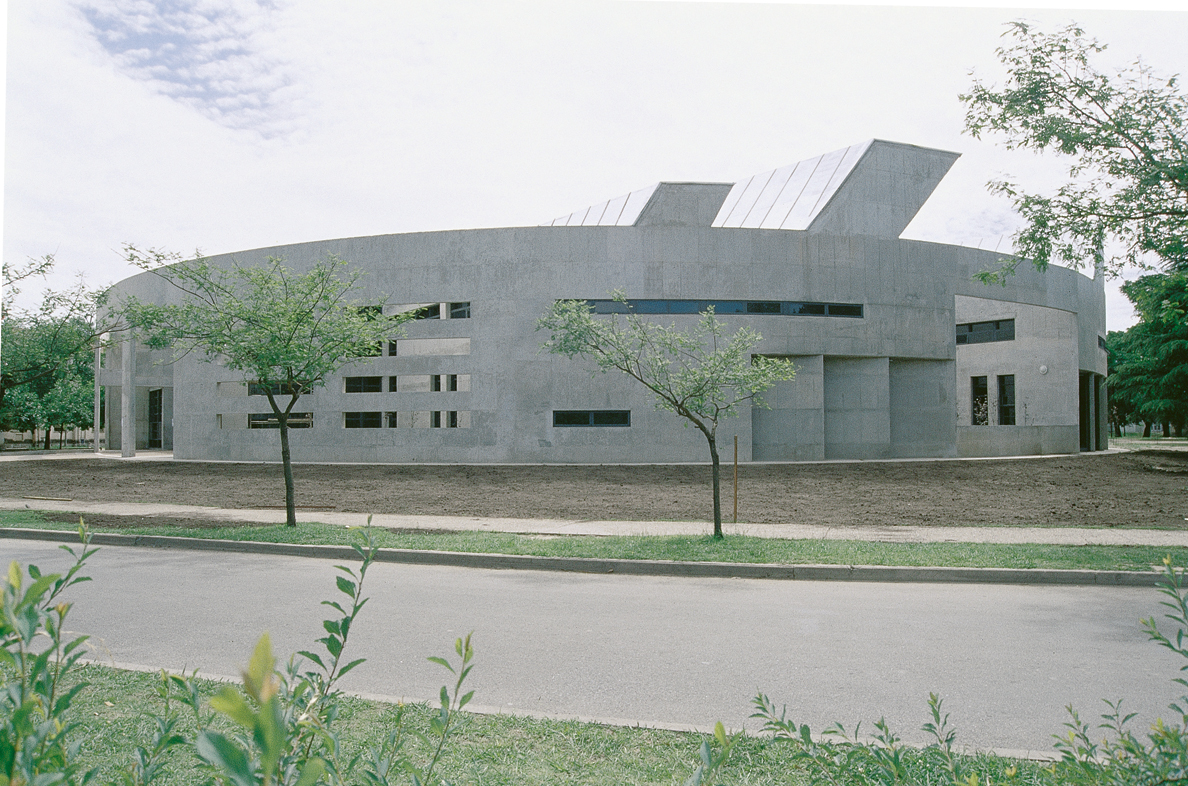
Ubicación: Ciudad Universitaria, Córdoba, Argentina

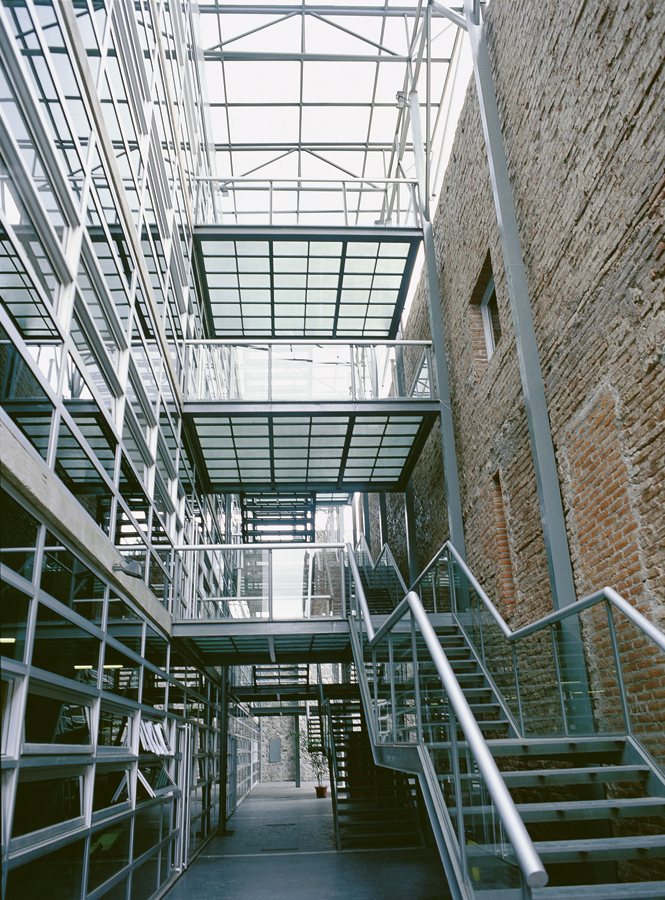
Ubicación: Ciudad de Córdoba, Argentina

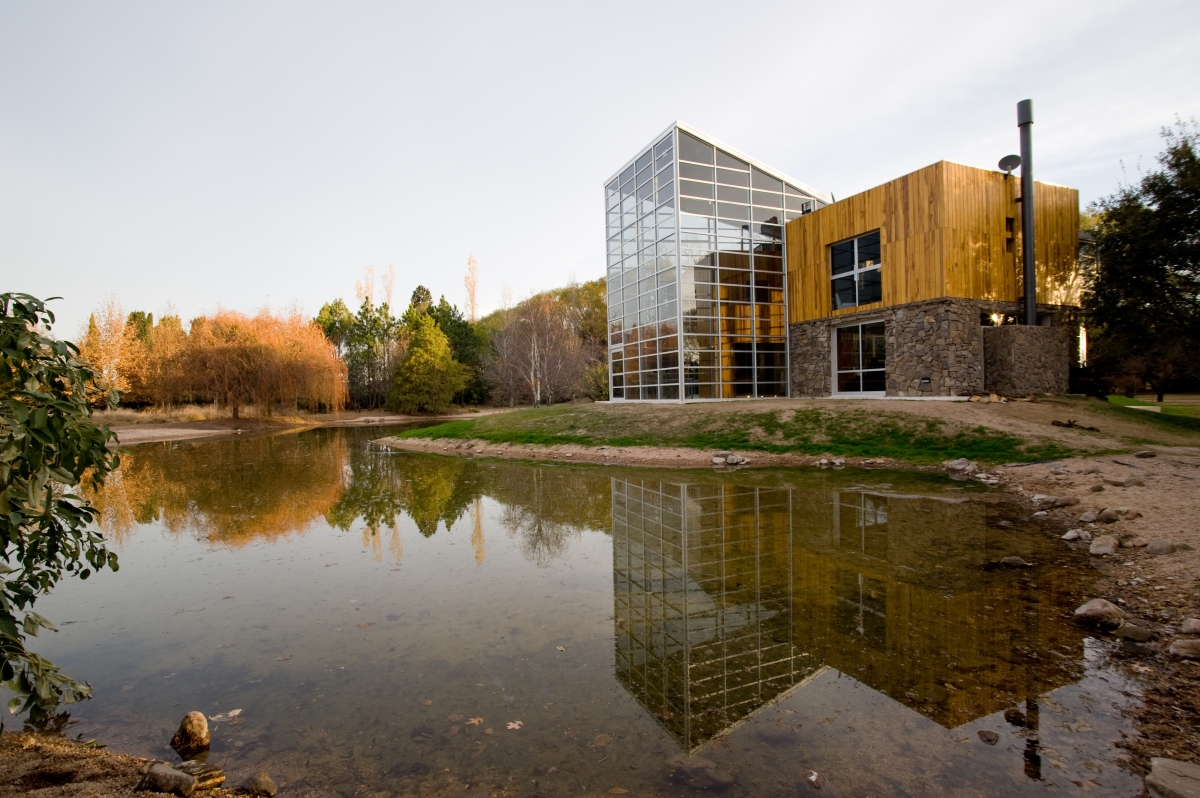
Ubicación: Río Cuarto, Córdoba, Argentina

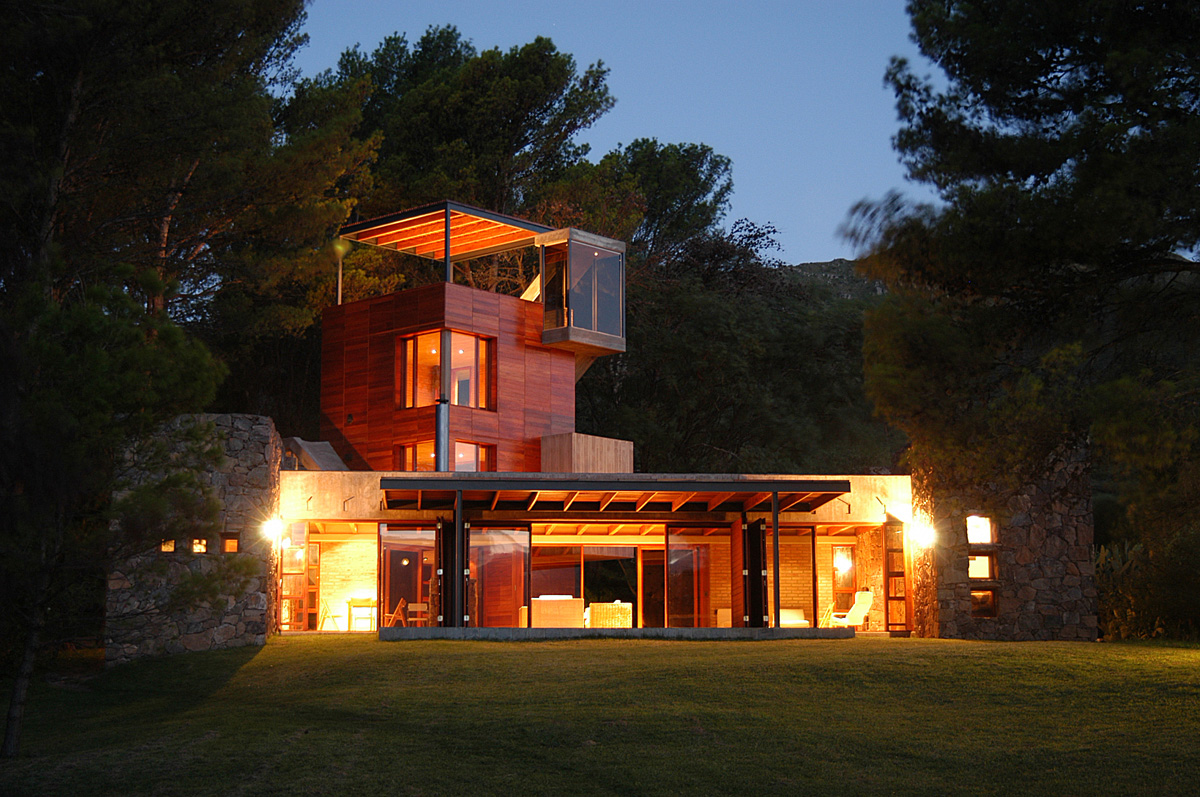
Ubicación: Calamuchita, Córdoba, Argentina

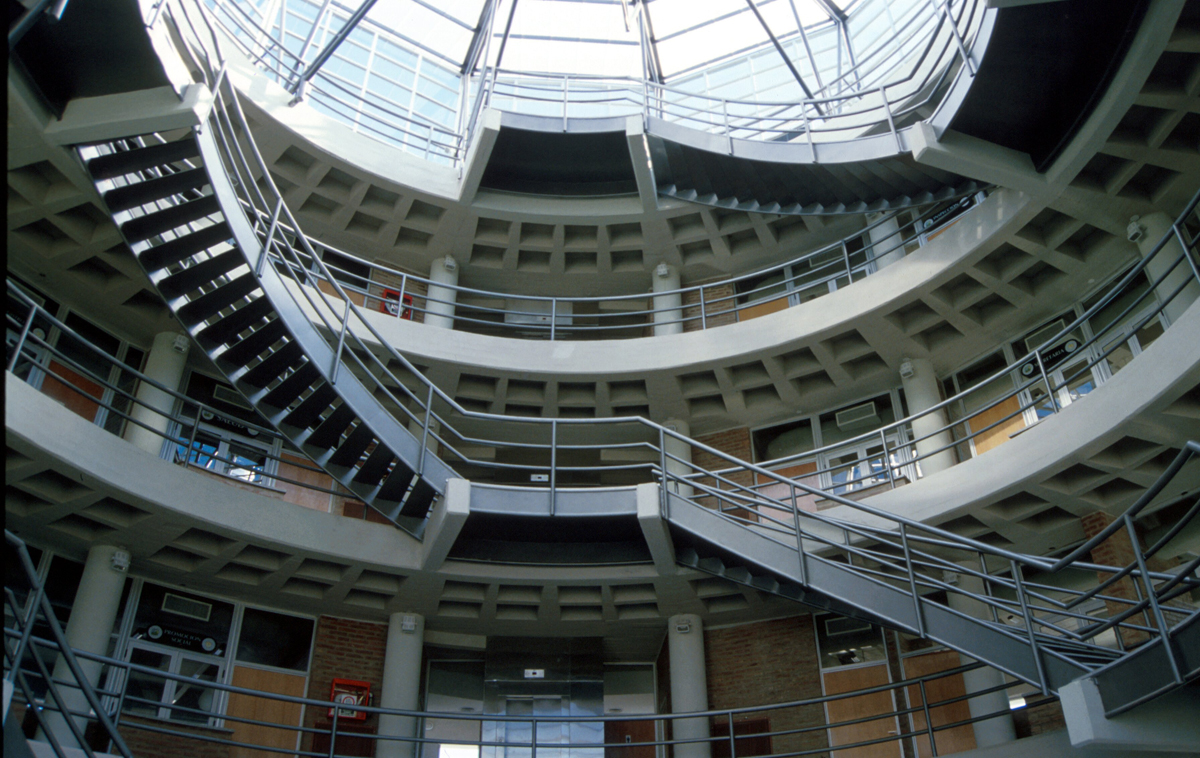
Ubicado en la provincia de Córdoba, Argentina.

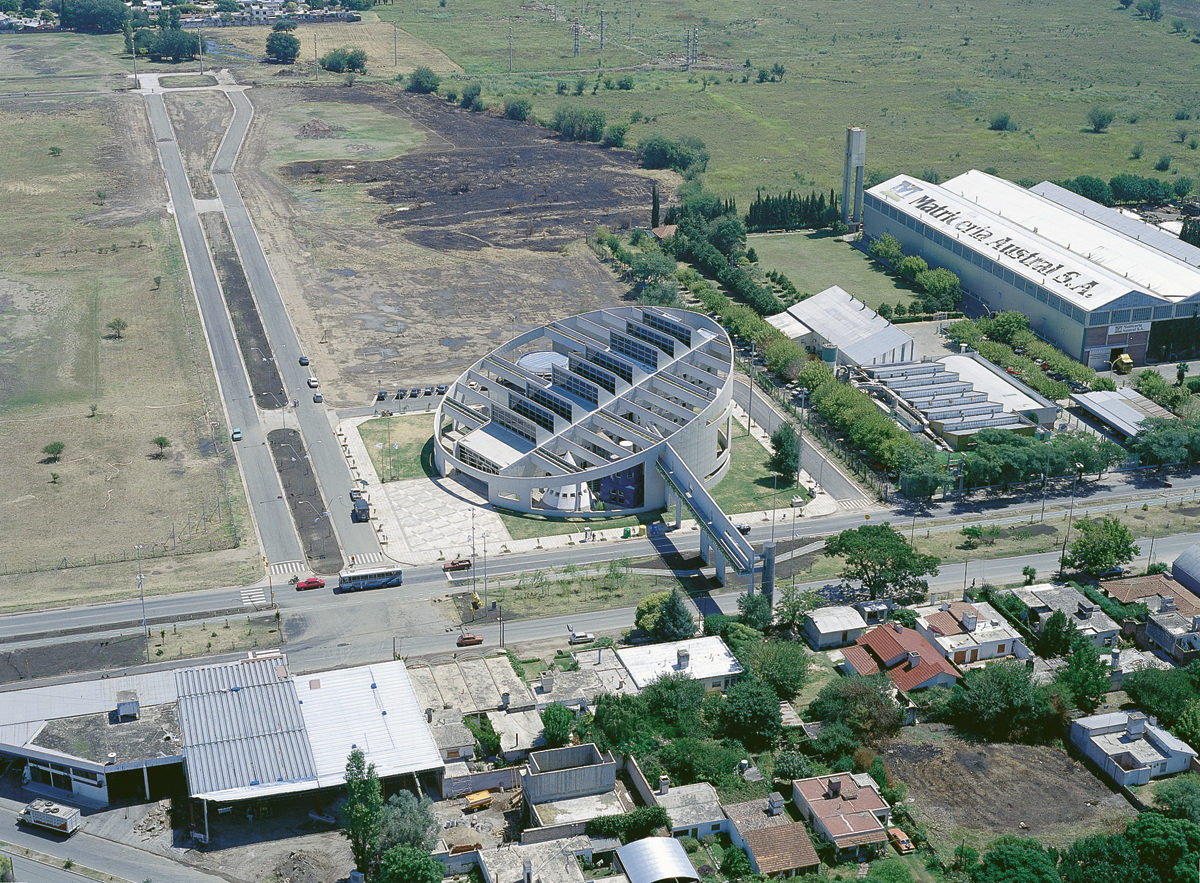
Ubicado en la provincia de Córdoba, Argentina.

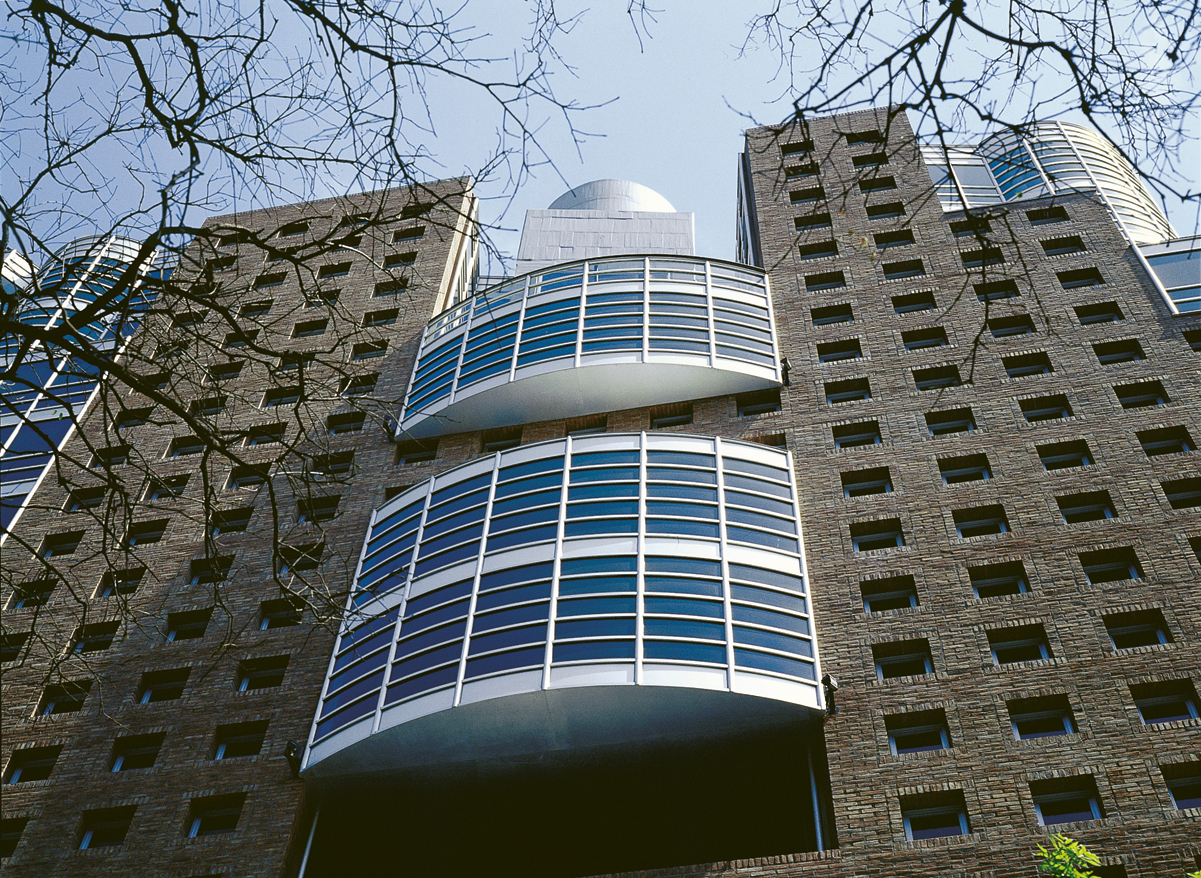
Ubicado en la provincia de Córdoba, Argentina.

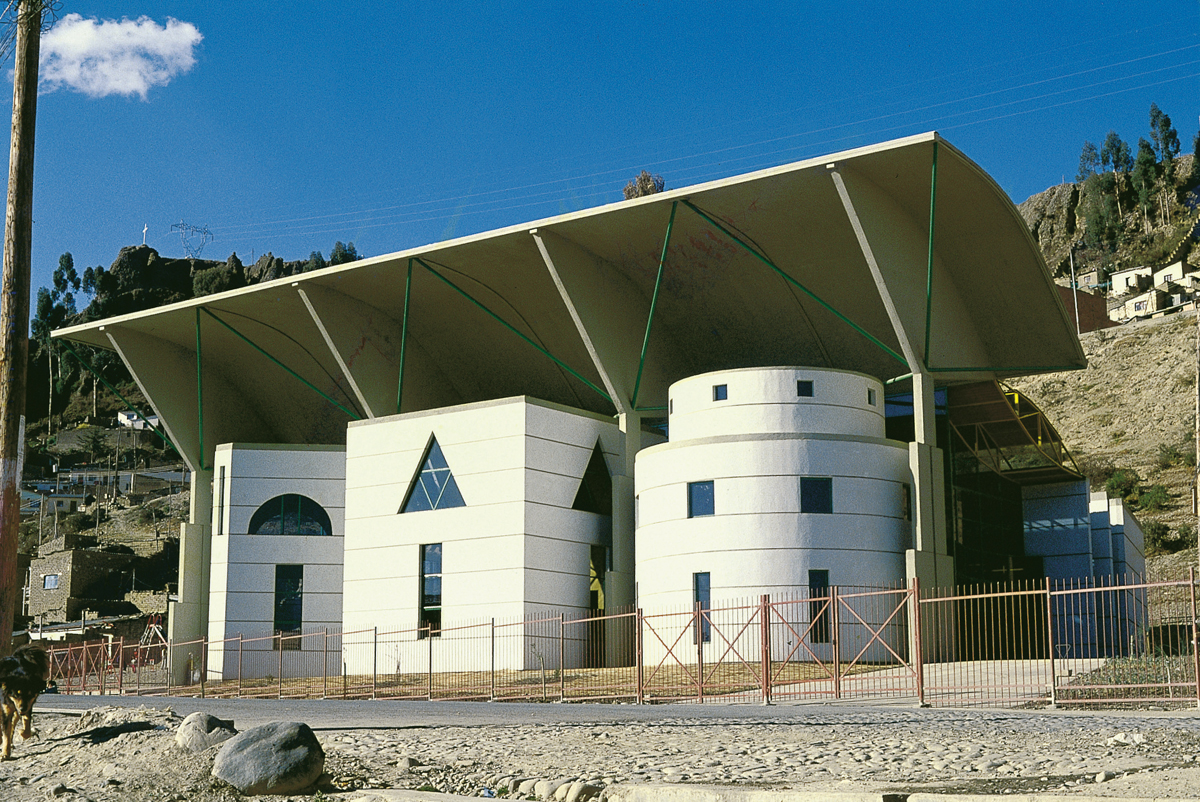
Ubicado en la La Paz, Bolivia.

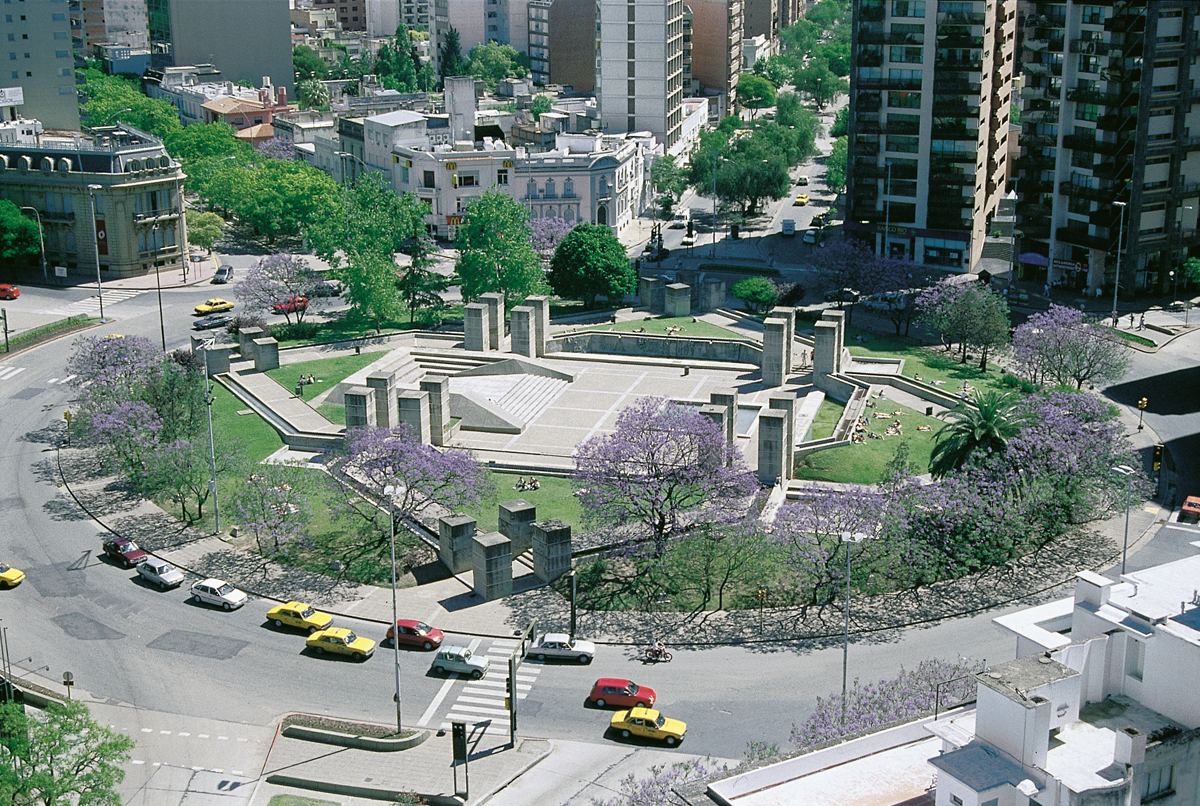
Ubicado en la provincia de Córdoba, Argentina.

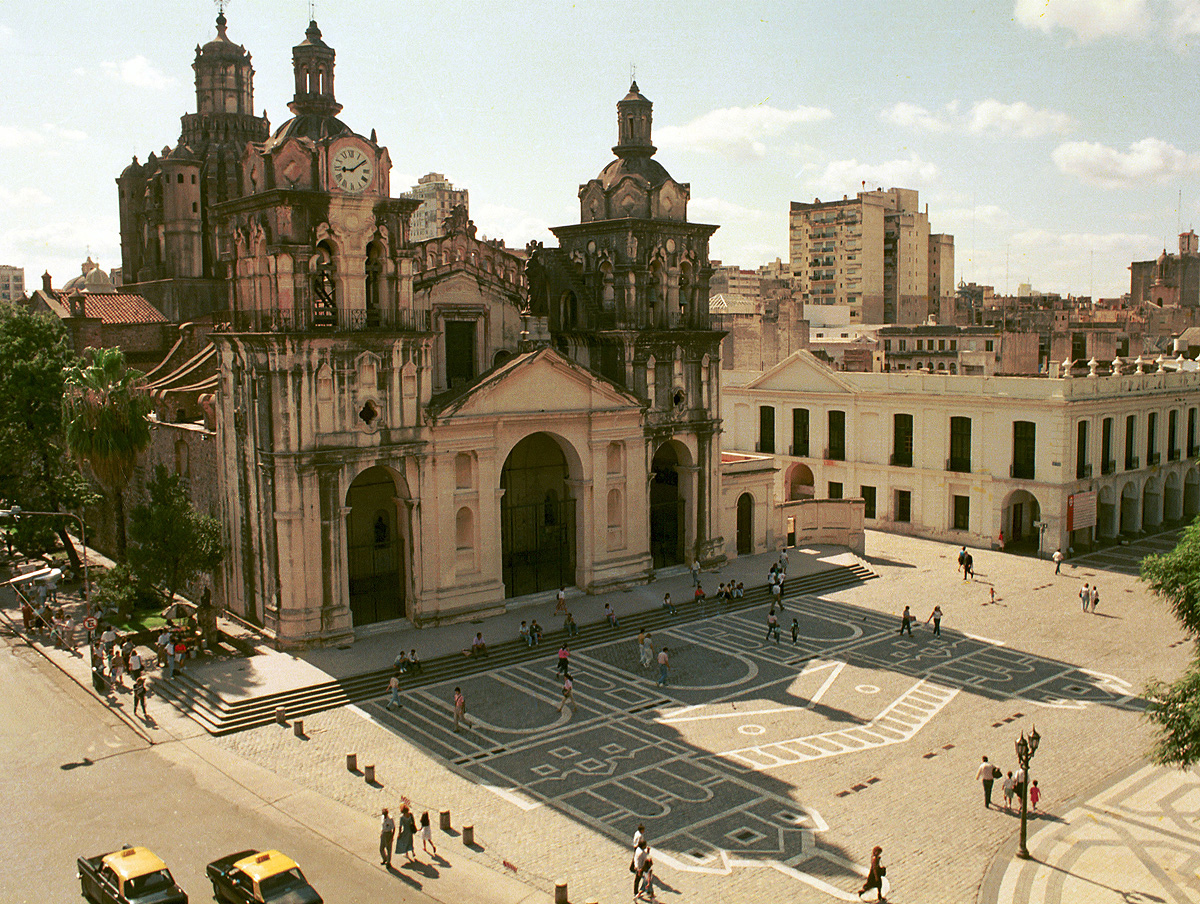
Tramo peatonal frente a la Catedral de Nuestra Señora de la Asunción de Córdoba un estilizado diseño que reproduce el aspecto del frente de la catedral, ubicado en la provincia de Córdoba, Argentina.

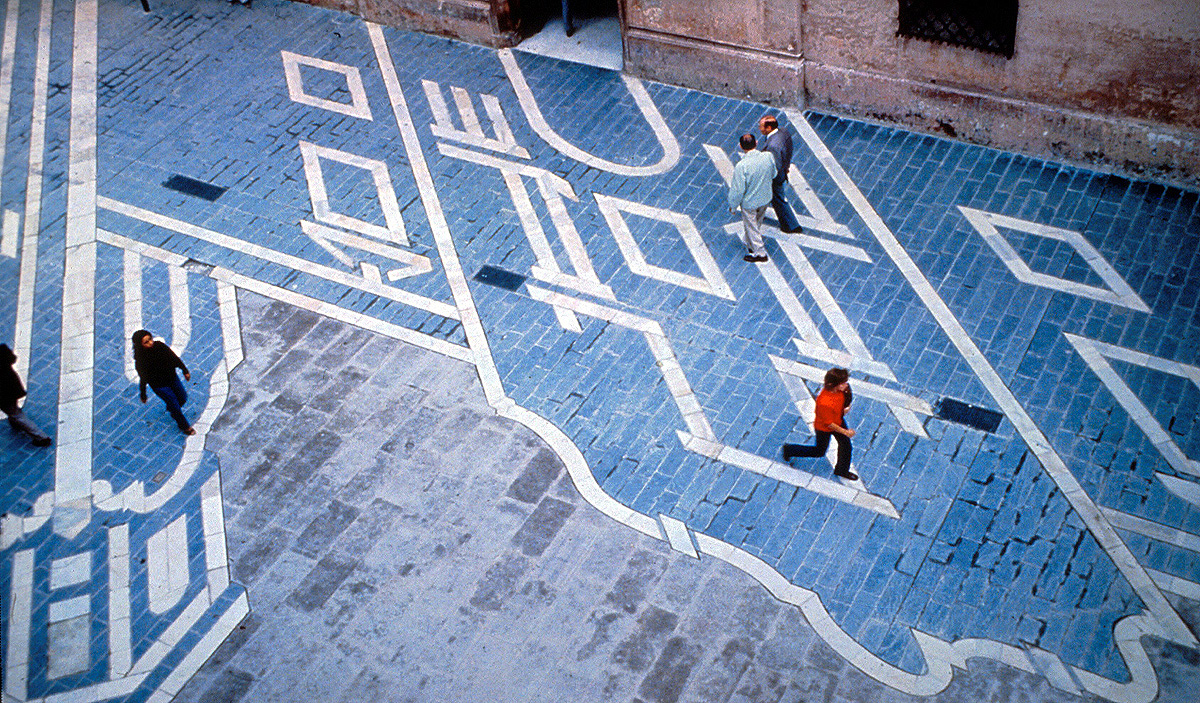
, Argentina.

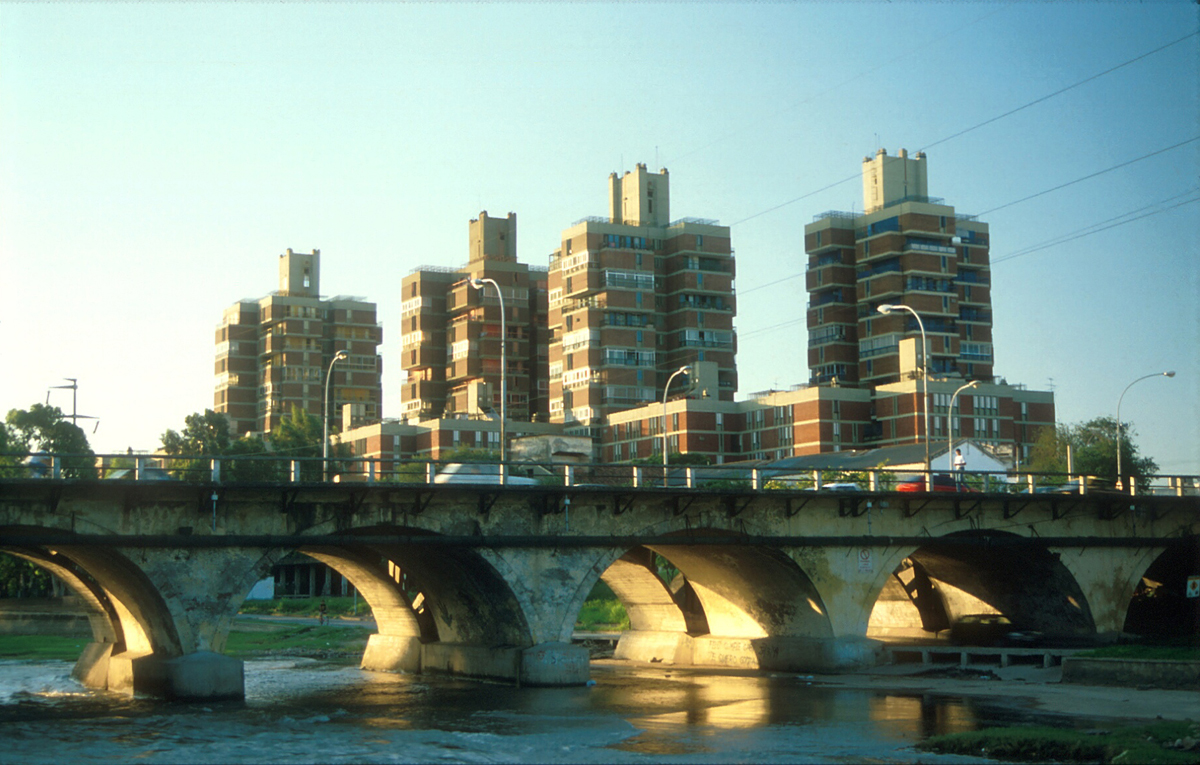
Ubicado en la provincia de Córdoba, Argentina.

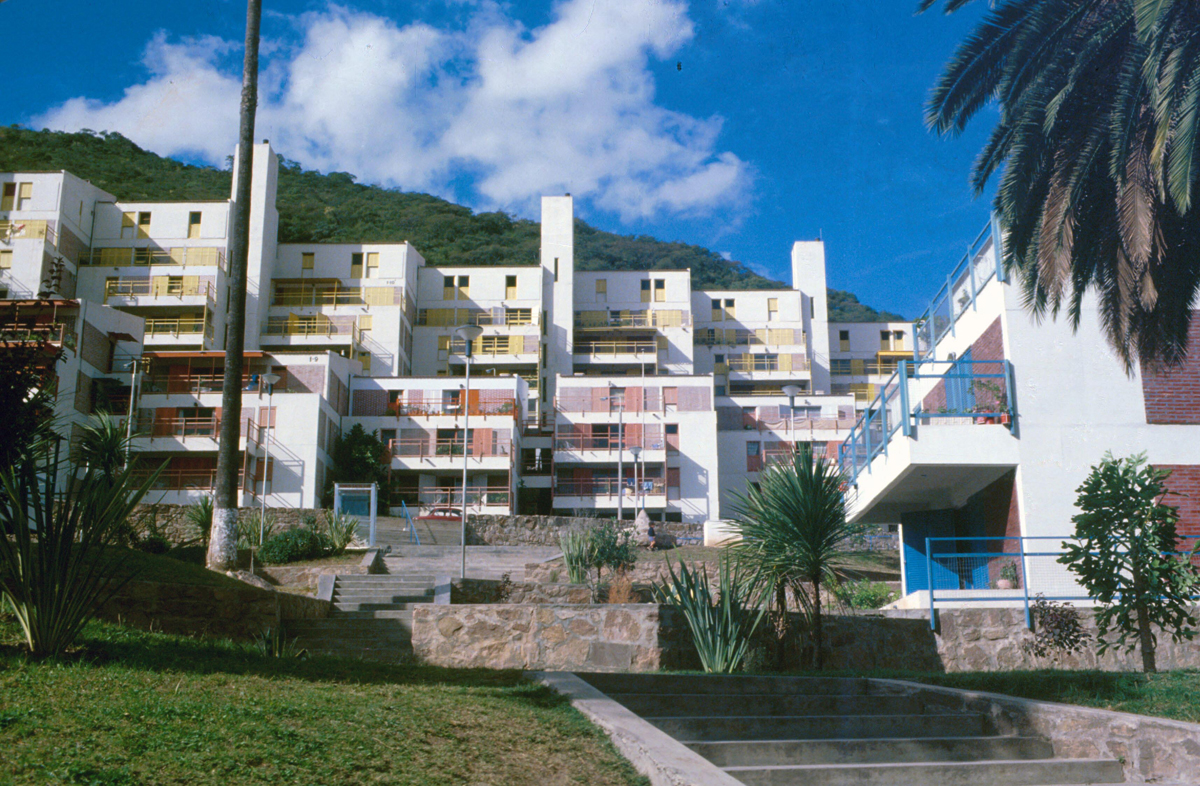
Ubicado en la provincia de Salta, Argentina.

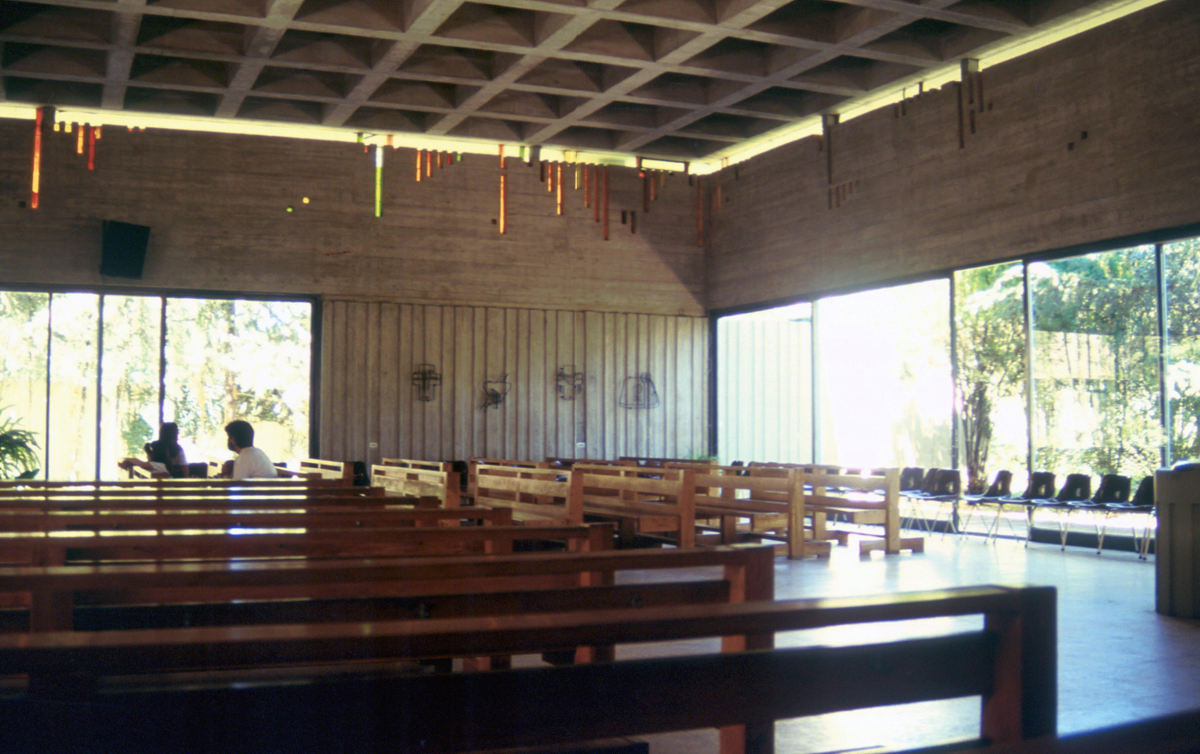
Ubicado en la provincia de Córdoba, Argentina.

### 1965-1970
- Casa Carranza
- Casa Ferreyra
- Centro Comunitario Malagueño
- Iglesia en Villa gral. Belgrano
- Pza. España
- Taller Oreste Berta

### 1970-1975
- Casa Balbis
- Conjunto de Viviendas San Bernardo, Salta
- Complejo de Viviendas Sto. Domingo
- Consorcio Universitas
- Edificio Hábitat

### 1975-1980
- Bco de la Pcia. de Cba. Suc. Pucará
- Bco.de la Pcia. de Cba. Suc.Bs. As.; Bs. As.
- Bco. de la Pcia. de Cba. Suc. Río III
- Bco. de la Pcia. de Cba. Suc. San Martín
- Centro Comercial Paseo Azul
- Iglesia del Sagrado Corazón en Villa Carlos Paz
- Viviendas en Senillosa, Neuquén
- Conjunto Argentino
- Pque. Río Suquía

### 1980-1985
- Centro Cívico Krugersdorp, Sudáfrica
- Departamentos en Killarmy, Sudáfrica
- Hospital de Urgencias
- Centro Cultural Mercado Gral. Paz
- Centro Cultural Mercado San Vicente
- Centro Cultural Paseo de las Artes
- Peatonales de Córdoba y Plaza de Armas
- Pza. Italia
- Galería Jardín

### 1985-1990
- Bco. de la Nación Argentina, Suc.Cerro de las Rosas
- Centro Distrital Municipal San Antonio, La Paz, Bolivia
- Centro Distrital Municipal Mercado Uruguay, La Paz, Bolivia
- Centro Distrital Municipal y Centro de Salud Cotahuma, La Paz, Bolivia
- Centro Administrativo y Municipal Jabulani,Soweto, Sudáfrica
- Centro de Salud Tacagua
- Sede Corporación Premier Milling, Johannesburgo, Sudáfrica
- Cementerio Familiar en Calamuchita

### 1990-1995
- Edificio Casa Azul
- CPC Argüello
- CPC Avenida Colón
- CPC Villa El Libertador
- CPC Pueyrredón
- CPC Centro América
- Edificio Cba. Office Center
- Facultad de Derecho, 1.ª Etapa
- Pque. La Florida, Bolivia
- Pque. De la Vida
- Viviendas Lomas de Suquía

### 1995-2000
- Claustrorum, Aulas Comunes
- Biblioteca Nacional de Maestras y Maestros
- Calle Corrientes
- CPC Monseñor Pablo Cabrera (Aeropuerto)
- CPC Ruta 20
- Parque Ciudad Universitaria

### 2000-2005
- Facultad de Odontología y Centro de Conferencias
- Facultad de Psicología
- Tanques Ciudad Universitaria
- Biblioteca Jesuítica y Escalera
- Facultad de Derecho 2.ª Etapa
- Escuela de Artes
- Escuela de Trabajo Social
- Escuela de Ciencias de la Información

### 2005-2013
- Casa en Calamuchita
- Casa Beamonte
- Casa Nekola
- Edificio Gernika
- Escuela de Postgrado de Ciencias Económicas
- Escuela de Ciencias Médicas
- Edificio Bader

### Estrategias urbanas
- Estrategia Ciudad de Córdoba, 1979-81
- Estrategia Ciudad La Paz, Bolivia 1987-1990
- Estrategia Ciudad Córdoba, 1991-2000

### Concursos
- Concurso en Hong Kong
- Concurso Casablanca
- Concurso Casa de Gobierno de Córdoba
- Concurso Facultad de Arquitectura, Córdoba
- Concurso Calle Corrientes, Bs. As.
- Concurso con H. Sardín y Clorindo Testa Casa de Gobierno de Córdoba
- Concurso Pcial. De Ideas Para la Sede del colegio de Arq. De la Pcia. de Cba., abril de 2009
- Concurso Pcial. De Anteproyecto para el Centro Cívico de Río Cuarto, Cba, abril de 2009
- Concurso Nacional de Ideas para el Edificio del Ctro. Cultural de U.N.C., Cba., julio de 2009
- Concurso Nac. De Anteproy. Edif. Sede de la Caja de Previsión de Ing., Arq.

### Algunos proyectos
- Plaza Cívica
- Parque de las Naciones
- Ciudad de las Artes
- Centro Deportivo y Cultural Córdoba y Consejo Deliberante
- Edificio Telecom

## Libros
- Dibujos  Miguel Ángel Roca, CP67, 2012;
- La Arquitectura del siglo XX, Editorial Summa Books, 2005;
- Tres Obras, Ediciones Ingraphic Córdoba, 2001-2005;
- De la Ciudad Contemporánea a la Arquitectura del Territorio, FAUD-UNC, Eudecor 1998, Edición Extendida y Actualizada, 2003;
- The Architecture of Latin America, Academy Editions 1995;
- Arquitectura-Ciudad/Cultura-Sociedad, Eudeba 1994;
- Croquis, dibujos y procesos CP67 para la muestra de INARCH (Istituto Nazionale di Archittettura, Roma, Italia y para el Institute of Indian Architects Congress, Calcuta, India; de, 1990;
- Habitar, construir, pensar. Tipología, tecnología, ideología, Eudeba, 1988;
- Habitar, construir, pensar. CP67 1989;
- Obras y textos CP67, 1988;
- Lugares urbanos y estrategias, 1985, FAUD-UNC;
- Arquetipos y Modernidad, Summa, 1984;
- Hacer ciudad, UNC, 1983.
- Hay Reediciones de 2007-2008-2009 en Nobuko-CP67 Buenos Aires.

## Libros y monografías publicados sobre su obra
- Miguel Ángel Roca, “diez estudios argentinos” Volumen 04, Clarín, 2007.
- Miguel Ángel Roca,1992-2002 L´ Arca Edizioni, Juan Manuel Bergallo, César Naselli.
- Miguel Ángel Roca, J. Ryckwert, H. Ciriani, R. Segre, J. Glusberg, Ed. Summa Books, 2000;
- Miguel Ángel Roca, monografía, Arquis, revista de la Universidad de Palermo, abril de 1998;
- Miguel Ángel Roca, Charles Correa, Jorge Glusberg, Korean Architects, N.º Monograph 140, 1996;
- Miguel Ángel Roca, Charles Correa, Giancarlo De Carlo, Glusberg, G. Broadbent, Architectural Design. Monograph, London,  1994;
- Miguel Ángel Roca, Klotz (Vision der Moderne), Purini, De Carlo, Kulterman, Ed. G. Gili, España, 1992;
- Miguel Ángel Roca, Brian Brace Taylor, Mimar Concept Media Ltd., London, 1992;
- Miguel Ángel Roca. La Paz, Marina Waisman, Eduardo Gaggiano, Carlos Villagómez, Italia, Edizione Cora, 1991;
- Miguel Ángel Roca, Glusberg, Union International d´ Architectes, 1983;
- Miguel Ángel Roca, Bohigas, Glusberg, Academy Saint Martin Press Editions, London - New York, 1981, 1.ª edición; 1985, 2.ª edición.
- La plaza en la arquitectura Siglo XX, Paolo Favola.
- Historia de la Arquitectura, Leonardo Benevolo.
- Otros artículos sobre su obra: Artículo en Lotus por Roberto Fernández; otros por Berta de la Rúa, Luis Grossman, Cesare Casati, Dictionnaire d’architeture du XX siecle, Instituto Francés de Arquitectura.
- Miguel Ángel Roca, Claudio Masachetti, Centro Cultural Recoleta, Buenos Aires, 2014.

## Obras publicadas en revistas
- Arquitextos N° 146, Colegio de Arquitectos de la Pcia. de Córdoba, diciembre de 2014.
- Le Grand Livre Croquis d’Architectes Editions Place Des Victoires, 2010.
- The Sketch Book FKG Editores 2010.-
- Sketch, Public Buildings. How Architects Conceive Public Buildings. Loft Publications 2009.
- Atlas of XXI Century Architecture Phaidon 2008;
- 51 World Architects, autor Masayuki Fuchigami, Azur Corporation Editon, 2007;
- Atlas of Contemporary Architecture, Phaidon Press, 2004;
- Domus, Spazio e Società, Techniques et Architecture, AIA, Architectural Record, A + U, Proa, Architectural Design, Parámetro, Progressive Architecture, L'Architecture d'Aujourd'hui, Cree, Lotus International, Werk, Daidalos, Projeto, Summa, Mimar, Baumeister, Summa+, Arquitectura Viva, A & V,  Diseño Chile, Architectural Review, CA Chile, L’ Arca, Eden, Notas desde el Sur, Diseño Etc, Arkinka, Moradas, Cemento Italiano, etc..

## Premios
- Premio a la Trayectoria Profesional y Académica otorgado por la Universidad de Morón, Buenos Aires, 2016.
- Premio a la Trayectoria Latinoamericana por la labor arquitectónica y universitaria, otorgado por CICA (Comité Internacional de Críticos de Arquitectura), XIV Bienal 2013, Buenos Aires.
- Gran Premio Bienal “Jorge Glusberg”, XIV Bienal 2013, Buenos Aires.
- Premio Ventanas al Futuro de la Arquitectura “Trayectoria 2012” Cayc (Centro de Arte y Comunicación), noviembre de 2012.
- Premio Medalla de Oro “Arq. Fernando Belaúnde Terry” por la trayectoria, Bienal de Arquitectura Peruana, Colegio de Arquitectos del Perú, Arequipa, Perú, septiembre de 2010.
- Premio a la contribución a la Arquitectura Contemporánea, Academia Nacional de Arquitectura, Sociedad de Arquitectos Mexicanos, Monterrey, México, abril de 2006.
- Premio Dédalo-Minosse Especial de Jurado por Escuela de Artes, 2004;
- Premio Vitruvio a la Mejor Obra de Arquitectura de los Últimos 5 Años por obra Universitaria. MNBA. Bs. As. Dic. 2002;
- Tercer Premio Concurso Internacional de Anteproyectos Sede de Gobierno Pcia. de Córdoba con Testa-Frangella-Sardín. Abril 2001.
- Gran Premio a la Trayectoria Artística Arquitectónica, Fondo Nacional de las Artes, Dic. 2000.
- Primer Premio Ex AEQUO- Bienal de San Pablo, 1999.
- Premio F.V. a las mejores obras de la Década, Bs.As. Argentina, Bienal 1998.
- Primer Premio Recuperación Av. Corrientes, Gobierno de Buenos Aires, 1997.
- Gran Premio Argentino Consejo Profesional de Arquitectos por C.P.C., VI Bienal Buenos Aires, 1995.
- Gran Premio Argentino VI Bienal Internacional Bs. As.,1995.
- Primer Premio Concurso Nacional de Reciclado y Remozamiento Biblioteca del Maestro, Palacio Sarmiento, 1993.
- Premio Konex de Platino, 1992 al Mejor Arquitecto Argentino 1987/92.[1]
- Gran Premio Argentino IV Bienal de Bs. As. 1991; Centros Distritales, La Paz, 1989;
- Premio Pericles CICA, 1990.
- Primeros premios concurso de proyectos por: 1000 Viviendas en Casablanca, 1991; 600 Viviendas en Lantau, Hong Kong, 1982; 250 Viviendas en  Senillosa, 1979; 250 Viviendas en San Pedro, Jujuy, 1978.
- Primer Premio por la Facultad de Arquitectura de Córdoba 1975,
- Otros 14 Premios Internacionales, Nacionales y Regionales.

## Distinciones
- Distinción Jerónimo Luis de Cabrera, Municipalidad de Córdoba, 1999, por Diseño de ocho CPC.
- Huésped Ilustre ciudad de La Paz, 1988
- Huésped Ilustre ciudad de Santa Cruz, 1988
- Miembro Honorario de la Sociedad de Arquitectos de Bolivia, 1988
- Honorary Fellow AIA 1985.
- Doctor honoris causa Universidad Nacional San Agustín, Perú 2008
- Académico Delegado 2012 Academia Nacional de Bellas Artes, Buenos Aires.